# Yusif Sadıxov
Yusif Mədət oğlu Sadıxov (eingedeutscht Jusif Sadichow; * 1918 im Dorf Ağdam, Provinz Tovuz, Demokratische Republik Aserbaidschan; † 11. Juni 1971 in ebenda, Aserbaidschanische SSR, UdSSR) war ein sowjetischer Unteroffizier der Garde und Geschützführer aserbaidschanischer Abstammung.

## Leben
Sadıxov schloss 1936 eine Allgemeinschule in Tovuz ab. Nach einer kurzfristigen Beschäftigung in einer Kolchose wurde er 1938 in die Rote Armee einberufen.
Mit dem Überfall der Wehrmacht auf die Sowjetunion im Juni 1941 kam er an verschiedenen Fronten zum Einsatz. So nahm er an der Schlacht um Moskau und an den Kampfhandlungen um die Stadt Kursk (im deutschsprachigen Raum bekannt auch als „Unternehmen Zitadelle“) teil. Hier zeichnete sich Sadıxov insbesondere bei den Gefechten um die Kleinstadt Obojan aus. Seine Einheit geriet unter schwerem Artilleriebeschuss der Deutschen. Obwohl er selbst zweimal verwundet wurde, gelang es den Verteidigern, den Vormarsch des Gegners zu stoppen. Auf das persönliche Konto von Sadıxov ging dabei die Zerstörung von fünf feindlichen Panzern.
Als Geschützführer und Unteroffizier kämpfte Sadıxov im Sommer 1944 in der 19. mechanisierten Brigade des 8. mechanisierten Gardekorps während der sowjetischen Gegenoffensive der 1. Gardepanzerarmee zur Befreiung der besetzten Territorien. Während der Weichsel-Oder Operation machte er erneut auf sich aufmerksam. Am 16. Januar 1945 starteten die sowjetischen Truppen einen Angriff, um die tief gestaffelten Verteidigungslinien der Wehrmacht in Polen zu durchbrechen. Sadıxovs Einheit überquerte am 18. Januar den Fluss Pilica und nahm nach einem verlustreichen Kampfgeschehen die Stadt Zgierz ein. Der Geschützenführer zog sich dabei schwere Verletzungen zu und musste zwei Monate behandelt werden.
Der letzte Einsatz von Sadıxov war die Schlacht um Berlin. Beim Versuch der Wehrmachtseinheiten, die Umzingelungslinie der Sowjets in südliche Richtung zu durchbrechen und das Gebiet der Stadt Barut/Mark zu erreichen, kam es zu einem heftigen Gefecht mit der Artilleriebatterie von Sadıxov. Die Deutschen verloren 8 Panzer und über 200 Soldaten. Sadıxov wurde am Kopf schwer verwundet.
Für seine besondere Tapferkeit bei der Einnahme Berlins wurde Sadıxov per Erlass des Präsidiums des Obersten Sowjets der UdSSR vom 31. Mai 1945 mit dem Titel “Held der Sowjetunion” ausgezeichnet.
Nach dem Krieg wurde Sadıxov vom Militärdienst entlassen. Er kehrte nach Aserbaidschan in seine Heimatstadt Tovuz zurück. Dort verbrachte er den Rest seines Lebens und arbeitete als Leiter eines Öldepots.

## Auszeichnungen
Sadıxov wurde mit dem Leninorden, dem Orden des Roten Sterns und dem Orden des Vaterländischen Krieges ausgezeichnet.